# Indice de citation

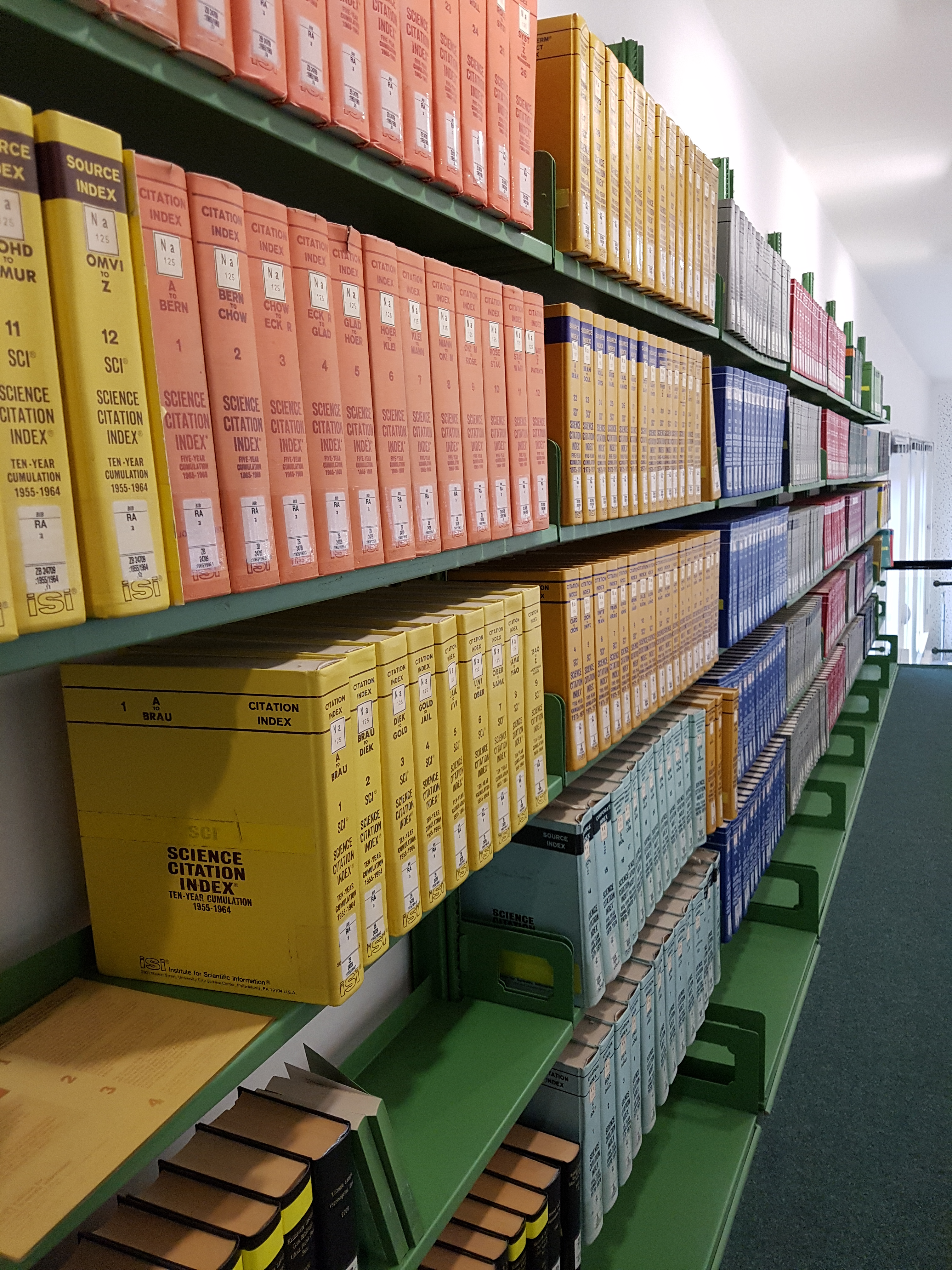
Recueils d'indices de citation à la bibliothèque de l'Université de Göttingen (2017).

Un indice de citation est une sorte de base de données bibliographique permettant à un utilisateur d'établir facilement quels documents citent quels documents antérieurs. Les premiers indices de citations étaient des citators juridiques tels que Shepard's Citations (1873).
En 1960, l'Institute for Scientific Information (ISI) d'Eugene Garfield a introduit le premier indice de citations pour les articles publiés dans les revues scientifiques. Il s'agit d'abord du Science Citation Index (SCI), puis plus tard du Social Sciences Citation Index (SSCI) et de l'Arts and Humanities Citation Index (AHCI). Le premier indice de citation automatisé a été développé par CiteSeer en 1997. D'autres sources pour de telles données comprennent Google Scholar.

## Analyse des citations et bibliométrie
Si à l'origine, il s'agissait de développer un index de citations pour retrouver plus facilement l'information, ce système est de plus en plus utilisé en bibliométrie et pour évaluer la recherche. Ces données sont aussi à la base du calcul du facteur d'impact des revues scientifiques.